# Fondation Aïravata pour les éléphants khmers

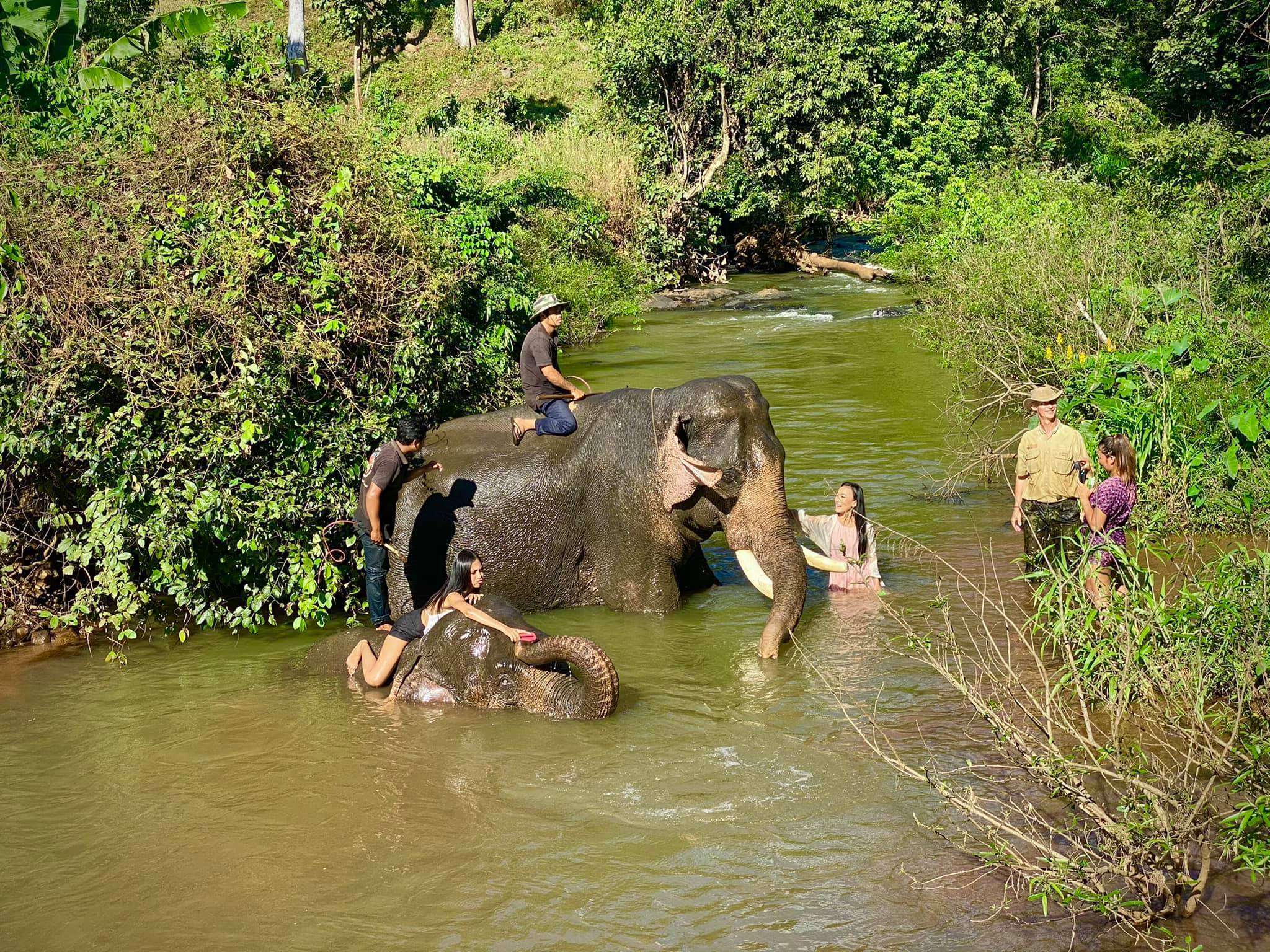

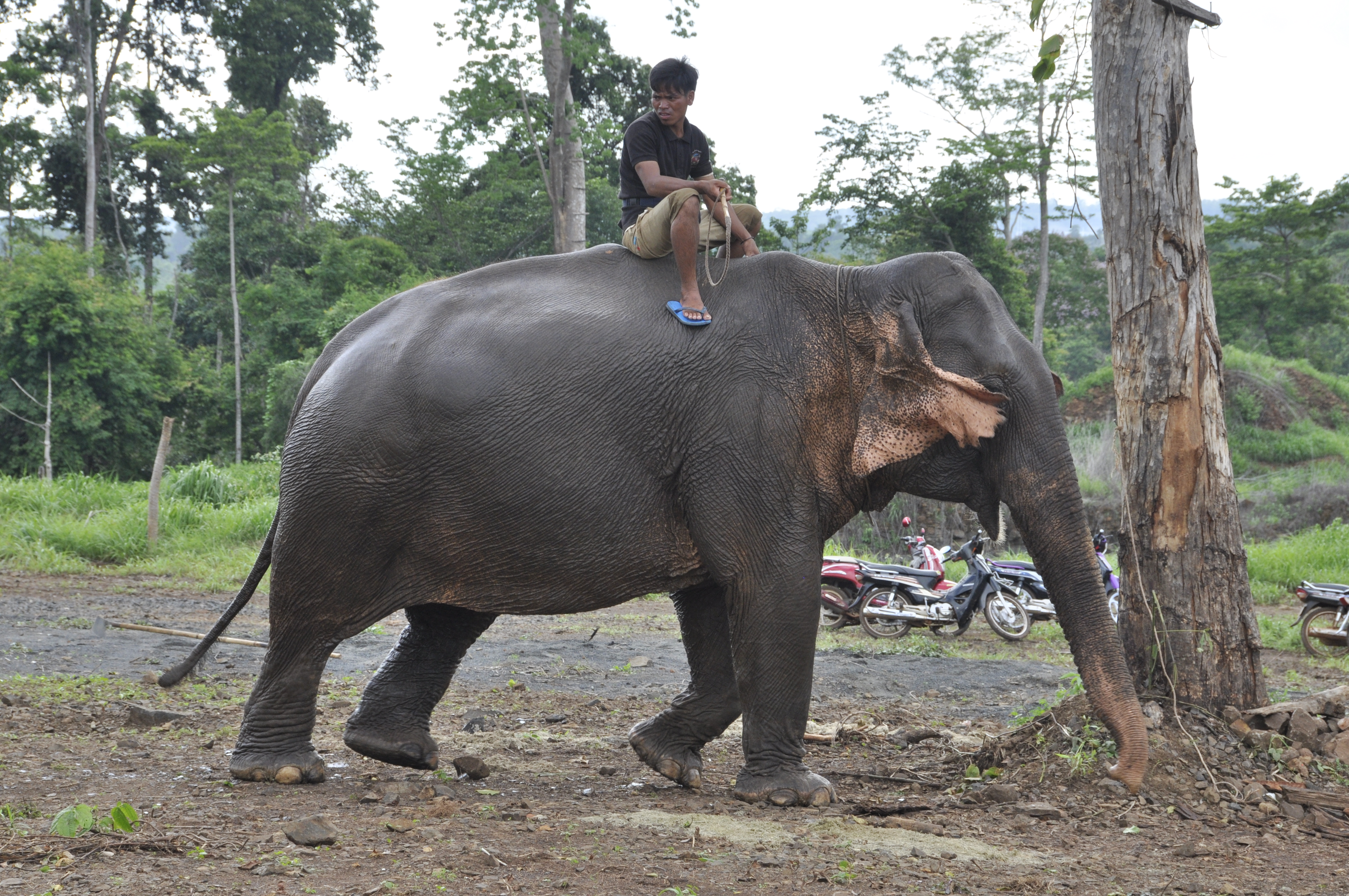
Ikeo.

La Fondation Aïravata pour les éléphants Khmers est une organisation à but non lucratif protégeant les derniers captifs d'éléphants d'Asie présents dans la province de Rotanah Kiri au Cambodge, ainsi que 100 hectares de la forêt de Katieng située non loin rivière du même nom près de la cascade Katieng, 10 km à l'ouest de la capitale de Ratanakiri, Banlung.

## Éléphants en captivité au Cambodge
Les guerres et l’époque des Khmers rouges ont drastiquement réduit la population des éléphants du pays, aussi bien à l’état sauvage qu’en captivité. Le Cambodge abrite actuellement une soixantaine d’éléphants d’Asie en captivité, la plupart d’entre eux vivant dans la province de Mondol Kiri.

## Éléphants d’Aïravata
Actuellement, la Fondation Aïravata possède quatre éléphants, trois mâles; Bak Mai, Bokva, Kamsen et une femelle, Ikeo, ce sont les quatre derniers éléphants captifs de la province de Rotanah Kiri. Trois des éléphants sont issus de la forêt communautaire et un, le mâle Bak Mai, est originaire de Mondulkiri.

## Deuxième chance de Bakmai
Le mâle Bak Mai a tué son ancien cornac âgé de 55 ans en septembre 2016. Des problèmes se posaient quant à son avenir, car personne ne voulait d'un éléphant tueur pouvant tuer à nouveau. C’est à ce moment qu’Airavata est intervenu pour acheter le mâle de 32 ans et en prendre soin. Bak Maï a depuis été réhabilité et intégré aux autres éléphants d’Aïravata,.

## Reproduction
Aucun éléphant n’était né en captivité au Cambodge depuis plus de 30 ans, lorsque Ikeo, 38 ans, a donné naissance à une femelle éléphanteau le 26 décembre 2021. Ce bébé éléphant s'appelle Noëlle.

## Activités
Se concentrant sur la population captive survivante, la fondation, placée sous le haut patronage du roi récemment[Quand ?] placée sous le haut patronage du roi Norodom Sihamoni du Cambodge, propose à ses visiteurs un certain nombre d'activités écologiques dans la forêt de Katieng, telles que la randonnée, la monte et des programmes éducatifs.